# Новомиргородская городская община
Новомиргородская городская община (укр. Новомиргородська міська громада) — территориальная община в Новоукраинском районе Кировоградской области Украины.
Административный центр — город Новомиргород.
Население составляет 27290 человек. Площадь — 999,8 км².
В соответствии с распоряжением Кабинета Министров Украины от 12 июня 2020 года, в состав общины вошла территория упразднённого Новомиргородского района, за исключением Весёловского сельского совета, который вошёл в состав Марьяновской сельской общины

## Населённые пункты
В состав общины входит 1 город, 1 посёлок и 45 сёл:
- Город Новомиргород
  - Бирзулово
  - Лекарево
- Капитановский старостинский округ:
  - Посёлок Капитановка
  - Прищеповка
  - Ровное
- Дибровский старостинский округ:
  - Бурты
  - Василевка
  - Дибровка
  - Зелёное
- Йосиповский старостинский округ:
  - Захыст
  - Йосиповка
  - Каменоватка
  - Разлива
  - Тишковка
- Канижский старостинский округ:
  - Бровково
  - Каниж
  - Пенькино
  - Шпаково
- Коробчинский старостинский округ:
  - Коробчино
  - Николаевка
  - Рубаный Мост
  - Сухолетовка
  - Трояново
  - Щербатовка
- Листопадовский старостинский округ:
  - Андреевка
  - Листопадово
- Мартоношский старостинский округ:
  - Анновка
  - Каменка
  - Константиновка
  - Котовка
  - Мартоноша
- Оситняжский старостинский округ:
  - Береговое
  - Оситняжка
  - Писаревка
- Панчевский старостинский округ:
  - Панчево
- Петроостровский старостинский округ:
  - Лев-Балка
  - Миролюбовка
  - Моргуновка
  - Мостовое
  - Петроостров
- Пурпуровский старостинский округ:
  - Ивановка
  - Марьевка
  - Марьянополь
  - Оситная
  - Пурпуровка
- Туриянский старостинский округ:
  - Турия